# Damiano Maria Saintourens
Pierre-Auguste-Marie Saintourens, in religione Damiano Maria (Marmande, 3 maggio 1835 – Camden, 26 settembre 1920), è stato un presbitero francese dell'ordine dei frati predicatori, fondatore delle domenicane del Rosario perpetuo.

## Biografia
Tra il 1854 e il 1855 combatté nella guerra di Crimea e si adoperò a diffondere tra i commilitoni la recita del Rosario. Entrò nello stato ecclesiastico e fu ordinato prete ad Agen il 2 giugno 1860; in seguito abbracciò la vita religiosa tra i domenicani emettendo la sua professione il 26 ottobre 1869 nella provincia di Francia dell'ordine.
Nel 1858 il suo confratello Agostino Chardon reintrodusse in Francia l'associazione del Rosario perpetuo, i cui membri si impegnavano a recitare a turno il Rosario in ogni ora del giorno e della notte; Saintourens ripristinò questa devozione nel suo convento di Lilla nel 1872 e maturò poi l'idea di fondare monasteri di religiose domenicane dedite alla recita ininterrotta del Rosario.
Il primo monastero di domenicane del Rosario perpetuo fu fondato nel 1880 a Calais e fu presto trasferito in Belgio, prima a Péruwelz e poi a Lovanio, anche con l'aiuto del domenicano Adophus Iweins.
Fu inviato a Saint-Hyacinthe e propagò la devozione del Rosario anche tra le popolazioni indigene del Canada e degli Stati Uniti d'America; diffuse l'associazione del Rosario perpetuo e fondò nuovi monasteri (il primo nel 1891 a West Hoboken, nel New Jersey).
Trascorse gli ultimi anni della sua vita nel monastero di Camden.